# شاهدخت شارلوت، دوشس والنتینویس
شاهدخت شارلوت موناکو، دوشس والنتینویس (شارلوت لوئیز ژولیت گریمالدی؛ ۳۰ سپتامبر ۱۸۹۸ – ۱۵ نوامبر ۱۹۷۷)، دختر لوئی دوم و همسر شاهزاده پیر از پولینیاک بود.

## زندگی
او در تاریخ ۳۰ سپتامبر ۱۸۹۸ در شهر قسنطینهٔ الجزایر که در آن دوران مستعمره فرانسه بود، به دنیا آمد. او با یکی از اعضای خانوادهٔ پولینیاک (پولیگناک) بنام شاهزاده پیر ازدواج کرد و صاحب دو فرزند بنام شاهدخت آنتوینت و رینیه لوئی شدند که رینیه لوئی بعدها جانشین پدربزرگش لوئی دوم شد و با نام رینیه سوم، شاهزاده موناکو شناخته شد.

## عناوین و لقب‌ها

### عناوین
- ۳۰ سپتامبر ۱۸۹۸ تا ۱۸ ژوئیه ۱۹۱۱: شارلوت لوئیز ژولیت د موناکو
- ۱۸ ژوئیه ۱۹۱۱ تا ۱۵ نوامبر ۱۹۱۱: شارلوت لوئیز ژولیت گریمالدی د موناکو
- ۱۵ نوامبر ۱۹۱۱ تا ۶ مه ۱۹۱۹: شارلوت لوئیز ژولیت گریمالدی د موناکو، مادمویزل د والنتینویس
- ۱۶ مه ۱۹۱۹ تا ۱ اوت ۱۹۲۲: عنوان والایش دوشس والنتینویس
- ۱ اوت ۱۹۲۲ تا ۳۰ مه ۱۹۴۴: عنوان والایش شاهدخت ارثی موناکو
- ۳۰ مه ۱۹۴۴ تا ۱۵ نوامبر ۱۹۷۷: عنوان والایش شاهدخت شارلوت موناکو